# Bacillen
Bacillen vormen een klasse van bacteriën, de Bacilli, die is in te delen in twee ordes: de Bacillales en de melkzuurbacteriën of Lactobacillales, waartoe ook de melkzuurbacterie Lactobacillus behoort.
Bacillen kunnen zowel staafvormig als bolvormig zijn. De vorm kenmerkt zich door een tweepolig cellichaam, waaruit bij deling aan beide uiteinden een dochtercel ontstaat, met de lichaamsas in dezelfde richting als die van de moedercel. Ze kunnen zowel gram positief als gram negatief zijn. Voorbeelden van gram positieve bacillen zijn de genussen Corinebacterium, Listeria en Mycobacterium. Voorbeelden van gram negatieve bacillen zijn de genera Escherichia, Klebsiella, Enterobacter, Salmonella, Shigella en Pseudomonas. 
De tuberkelbacil, de Mycobacterium tuberculosis, is de bacil die tuberculose veroorzaakt.

## Taalkundig gebruik
Het woord bacil wordt in de Nederlandse taal ook gebruikt als algemene aanduiding voor een bacterie, zoals blijkt uit onderstaand citaat:
Lepra, zo weten we nu, wordt veroorzaakt door de leprabacil Mycobacterium leprae, en niet zoals in Damiaans tijd werd geopperd door syfilis of promiscue gedrag, iets waaraan de Hawaïanen zich volgens westerlingen voortdurend te buiten gingen.
Het woord bacil wordt ook figuurlijk gebruikt, bijvoorbeeld als iemand door een vermeend verkeerde gedachte is besmet:
Hoe de levens van al die personages eruitzien, en waarom juist zij zo bevattelijk zijn voor het bacil van het venijn toon ik in negen portretten.